# Dueñas (Spanyolország)
Dueñas egy község Spanyolországban, Palencia tartományban. Dueñas Palencia, Villamuriel de Cerrato, Venta de Baños, Tariego de Cerrato, Cevico de la Torre, Valoria la Buena, Cubillas de Santa Marta, Quintanilla de Trigueros és Santa Cecilia del Alcor községekkel határos. Lakosainak száma 2587 fő (2024).

## Népesség
A település népessége az elmúlt években az alábbi módon változott:
| Lakosok száma | 2956 | 3029 | 3007 | 2994 | 2802 | 2755 | 2658 | 2612 | 2592 | 2587 |
|               | 2001 | 2004 | 2007 | 2009 | 2012 | 2014 | 2017 | 2019 | 2022 | 2024 |